# Expanded Cinema
Das Expanded Cinema „erweitert“ in den 1960er und 1970er Jahren den Begriff und die Praxis des Filmischen. Das „erweiterte Kino“ projiziert nicht allein einen Film auf eine Leinwand. Es ermöglicht Mehrfachprojektionen mit mehreren Leinwänden, Lightshows oder auch Multimedia-Aktionen, in denen Film, Dia, Overhead und Videoprojektionen mit realen Aktionen (Theater, Tanz) verbunden werden. Die Erweiterung reichen bis hin zu Performances ganz ohne Filmprojektion. Die Aktionen reflektieren das Medium Film auf unterschiedlichen Ebenen: in seinen ästhetischen, materiellen, technischen, ideologischen oder institutionellen Bedingungen. Das Publikum wird vielfach in das Ereignis eingebunden.

## Begriffsgeschichte
Als erstes wurde der Begriff von Sheldon Renan (in seinem Buch The underground film von 1967) und Gene Youngblood (in seinem Buch Expanded Cinema von 1970) verwendet:

„Expanded Cinema is not the name of a particular style of film-making. It is a name for a spirit of inquiry that is leading in many different directions. It is expanded cinema to include many different projectors in the showing of one work […] to include computer-generated images and the electronic manipulation of images on television […] cinema expanded to the point at which the effect of film may be produced without the use of film at all.“

„When we say expanded cinema we actually mean expanded consciousness. Expanded cinema does not mean computer films, video phosphors, atomic light, or spherical projections. Expanded cinema isn’t a movie at all: like life’s a process of becoming, man’s ongoing historical drive to manifest his consciousness outside of his mind, in front of his eyes.“

In Videoinstallationen der 1990er wurden zahlreiche Formen des Expanded Cinema unbewusst und bewusst wieder aufgenommen. Die Verfügbarkeit von Videobeamern, mit der Videofilme auf Leinwände projiziert werden kann, hatte diese künstlerische Entwicklung ermöglicht.

## Künstler
- Tony Conrad
- Valie Export[1]
- Birgit Hein
- Wilhelm Hein
- Annette Hollywood
- Alexander Kluge
- Malcom LeGrice
- M+M
- Anthony McCall
- Nam June Paik
- William Raban
- Pipilotti Rist
- Hans Scheugl
- E. Schmidt Jr.
- Paul Sharits
- Jeffrey Shaw
- Michael Snow
- Stan VanDerBeek
- Dagmar Varady
- Andy Warhol
- Peter Weibel